# Tonggusibashi

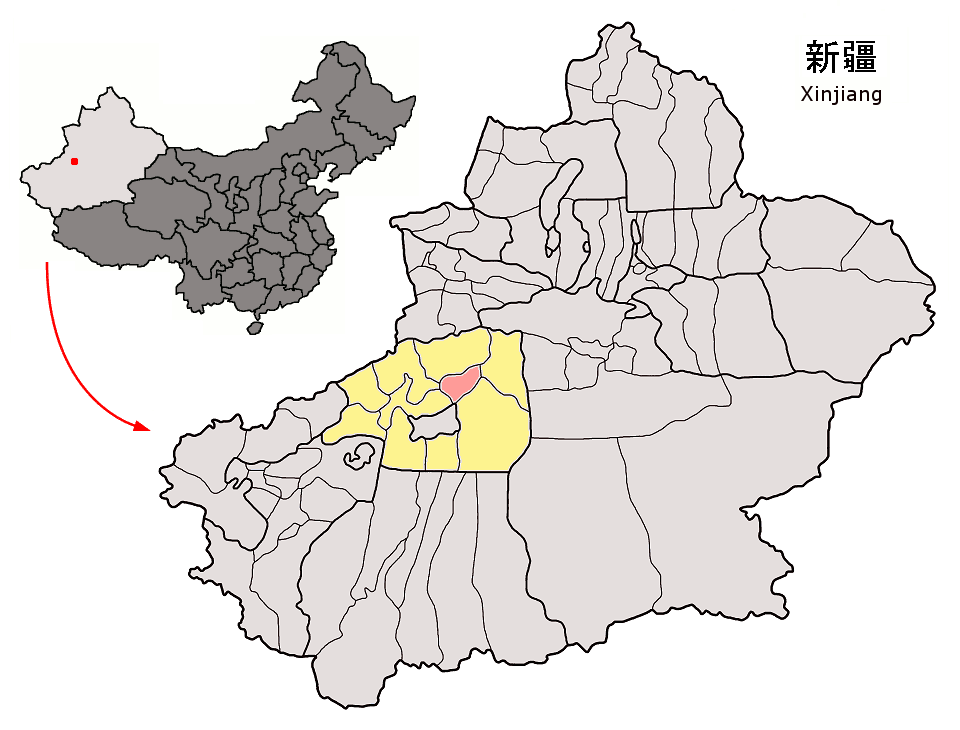
Lage von Toksu im Regierungsbezirk Aksu von Xinjiang in dem sich die Stätte von Tonggusibashi befindet

Die Stätte der Stadt Tonggusibashi (chinesisch 通古斯巴西城址, Pinyin Tōnggǔsībāxī chéngzhǐ, englisch Tonggusibashi Ancient City),  auch 通古斯巴什古城,  Tōnggǔsībāshí chéngzhǐ, ist eine tangzeitliche archäologische Stätte im Kreis Toksu des Regierungsbezirks Aksu im Uigurischen Autonomen Gebiet Xinjiang der Volksrepublik China. Die Stätte liegt ca. 40 Kilometer südwestlich des Hauptortes Xinhe (新和镇). Es sind Reste der alten Stadtmauer erhalten, die 6 m hoch war und einen Umfang von 1000 m hatte.
Die Stätte der Stadt Tonggusibashi steht seit 2006 auf der Liste der Denkmäler der Volksrepublik China (6-220).
Koordinaten: 41° 15′ 19,1″ N, 82° 22′ 12,7″ O